# بخش ویلسون (شهرستان کلینتون، اوهایو)
بخش ویلسون (به انگلیسی: Wilson Township) یک منطقهٔ مسکونی در ایالات متحده آمریکا است که در شهرستان کلینتون، اوهایو واقع شده‌است.
 بخش ویلسون ۶۴٫۱ کیلومتر مربع مساحت و ۵۰۵ نفر جمعیت دارد و ۳۳۹ متر بالاتر از سطح دریا واقع شده‌است.